# Otonycteris hemprichii
Otonycteris hemprichii је врста слепог миша из породице вечерњака (лат. Vespertilionidae).

## Распрострањење
Врста има станиште у Алжиру, Авганистану, Египту, Израелу, Ирану, Јордану, Казахстану, Катару, Либији, Мароку, Нигеру, Оману, Саудијској Арабији, Сирији, Судану, Таџикистану, Тунису, Туркменистану, Турској, Узбекистану и Уједињеним Арапским Емиратима.

## Станиште
Врста Otonycteris hemprichii има станиште на копну.

## Угроженост
Ова врста није угрожена, и наведена је као најмање угрожена јер има широко распрострањење.

### Популациони тренд
Популациони тренд је за ову врсту непознат.